# Cisco Group Management Protocol
Cisco Group Management Protocol (CGMP) ist ein proprietäres Netzwerkprotokoll, welches von Cisco Systems entwickelt wurde und auch ausschließlich in Cisco-Produkten verwendet wird. Es hat die gleiche Funktion wie das IGMP-Protokoll, ist aber proprietär und dient zur Organisation von Multicast-Gruppen.
Es arbeitet auf der Ebene zwischen dem Host und dem Router.

## Verwendung
Es wird für Multicastübertragungen verwendet und erkennt automatisch, welche Clients sich der Gruppe anschließen, und ändert so dynamisch die Weiterleitung.
Das Protokoll hat folgende Eigenschaften:
- Pakete werden nur durch die benötigten Ports des Switch gesendet
- braucht keine spezielle Konfiguration beim Host
- schont die Netzbelastung dadurch, dass die Pakete zielgerichtet versendet werden.

## Technisches
Ein CGMP-Frame ist ein Ethernetframe, welches die Ziel-MAC-Adresse 01-00-0c-dd-dd-dd und einen SNAP-Header mit der Zahl 0x2001 besitzt, welcher folgende Felder enthält:
- Aktion (Gruppe betreten oder verlassen)
- Version (1 oder 2)
- Die Anzahl der Adressen
- Ziel-MAC-Adresse (Multicast-Adresse)
- Herkunfts-MAC-Adresse (Unicast-Adresse)

## Ähnliche Protokolle
- GMRP
- RGMP
- IGMP